# Wiślica (gmina)
Wiślica (do 1950 gmina Chotel) – gmina miejsko-wiejska w województwie świętokrzyskim, w powiecie buskim. W latach 1975–1998 gmina położona była w województwie kieleckim.
Siedziba gminy to Wiślica.
Na koniec 2010 r. gminę zamieszkiwało 5631 osób.

## Struktura powierzchni
Według stanu na 1 stycznia 2011 r. powierzchnia gminy wynosi 100,32 km².
W 2007 r. 85% obszaru gminy stanowiły użytki rolne, a 3% – użytki leśne.

## Demografia

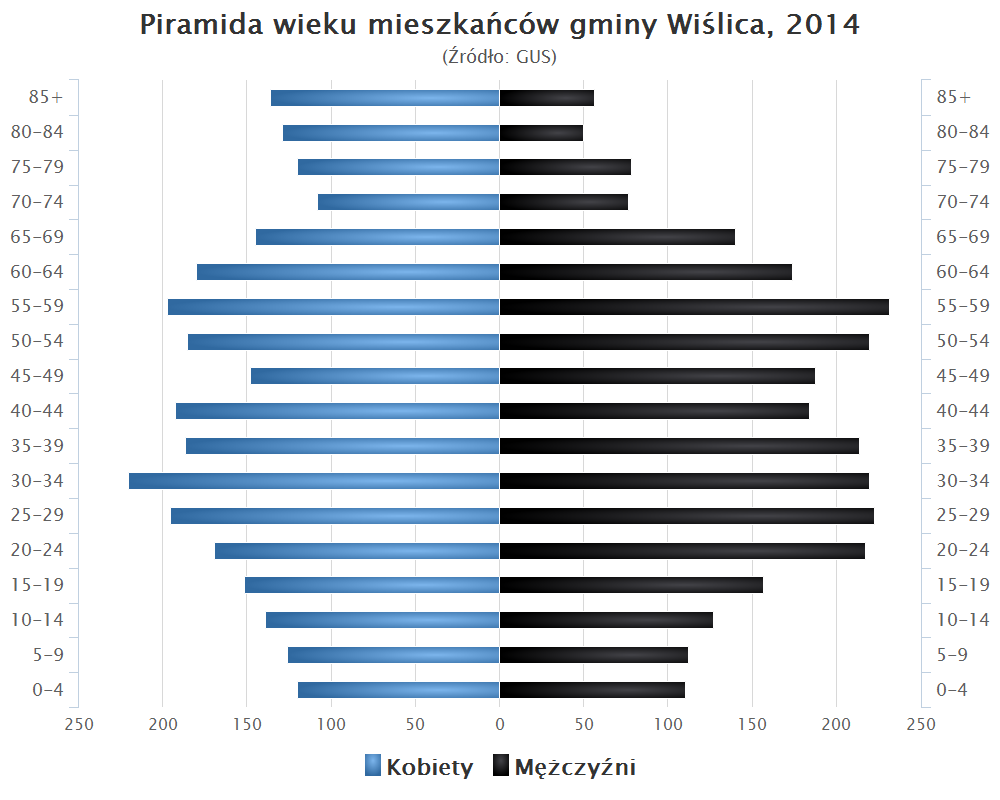
Piramida wieku mieszkańców gminy Wiślica w 2014 roku

Dane z 31 grudnia 2010 r.:
| Opis      | Ogółem | Ogółem | Kobiety | Kobiety | Mężczyźni | Mężczyźni |
| --------- | ------ | ------ | ------- | ------- | --------- | --------- |
| jednostka | osób   | %      | osób    | %       | osób      | %         |
| populacja | 5 631  | 100    | 2 882   | 51,2    | 2 749     | 48,8      |

## Sołectwa
Brzezie, Chotel Czerwony, Gluzy, Gorysławice, Górki, Hołudza, Jurków, Kobylniki, Koniecmosty, Kuchary, Łatanice, Ostrów, Sielec, Skorocice, Skotniki Dolne, Skotniki Górne, Szczerbaków, Szczytniki, Wawrowice, Wiślica

## Sąsiednie gminy
Busko-Zdrój, Czarnocin, Nowy Korczyn, Opatowiec, Pińczów, Złota